# Trịnh Công Sơn
Trinh Cong Son (Đắk Lắk, 28 februari, 1939 - Saigon, 1 april, 2001) is een populaire Vietnamese componist. Hij wordt samen met Van Cao en Phạm Duy gezien als een van de drie meest opmerkelijke componisten van de moderne, niet-klassieke, Vietnamese muziek.
- Bibliothèque nationale de France: cb120354967 (data)
- CiNii: DA17651262
- Gemeinsame Normdatei: 133760332
- International Standard Name Identifier: 0000 0001 2017 7143
- Library of Congress Control Number: n92005452
- MusicBrainz: 71a3bbfa-ccf2-47ff-9183-29540b50b3f1
- Bibliotheek van het Japanse parlement: 001173914
- Nationale Bibliotheek van Tsjechië: xx0277104
- SNAC: w6364cfq
- Système universitaire de documentation: 079903029
- Trove: 1445442
- Virtual International Authority File: 36934318
- WorldCat: E39PBJmdqGvKKqxJbxVGvH4wmd